# Adolf J. Schmid

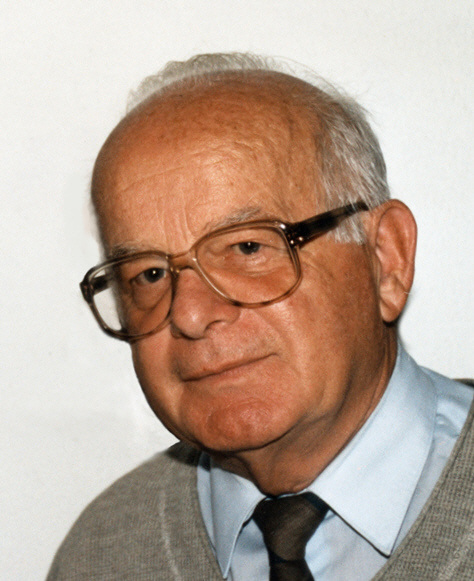
Adolf J. Schmid (2006)

Adolf J. Schmid (* 16. Juni 1934 in Bad Rippoldsau; † 9. September 2011 in Freiburg-Ebnet) war ein deutscher Gymnasiallehrer und Heimatforscher.

## Leben und Beruf
Adolf J. Schmid wuchs in Bad Rippoldsau auf und besuchte ab 1947 das Gymnasium in Rastatt. Nach dem Abitur studierte er in Freiburg Geschichte, Latein und Französisch und schlug nach dem Staatsexamen die Lehrerlaufbahn ein. Er unterrichtete unter anderen an Schulen in Donaueschingen und Freiburg. 
1974 wurde er mit dem Aufbau des Kreisgymnasiums in Kirchzarten – heute Marie-Curie-Gymnasium – beauftragt; er leitete die Schule bis zu seiner Pensionierung im Jahr 1996. Als Schulleiter initiierte er Schulpartnerschaften in Frankreich, England, den USA sowie Russland. Für seine Verdienste um die deutsch-französische Freundschaft wurde er 1979 vom französischen Premierminister Raymond Barre zum Chevalier dans l’Ordre des Palmes Académiques ernannt.
Von 1973 bis 1976 war Schmid Vorsitzender des Philologenverbands Baden-Württemberg. In seiner Amtszeit wurden entscheidende Weichen für die Oberstufenreform an den Gymnasien in Baden-Württemberg gestellt.
Von 1968 bis zu seinem Tod 2011 lebte er mit seiner Familie in seiner Wahlheimat Freiburg-Ebnet.

## Landeskundler und Heimatforscher
Seit den 1960er Jahren beschäftigte sich Adolf J. Schmid mit regional- und landesgeschichtlichen Themen. Er verfasste Chroniken seiner Heimatgemeinde Bad Rippoldsau und der heute mit ihr verbundenen Nachbargemeinde Schapbach, später auch eine umfangreiche Chronik von Freiburg-Ebnet. Er publizierte zahlreiche Texte zu den unterschiedlichsten landeskundlichen Themen insbesondere in der Zeitschrift Badische Heimat.
Er schrieb zahlreiche Monographien und Beiträge u. a. über Rainer Maria Rilke, Victor von Scheffel, Heinrich Hansjakob, Maximilian Delphinius Berlitz und Marina Zwetajewa, wobei immer sein Anliegen war, im lokalen oder regionalen Bezug die übergeordnete Bedeutung nachzuvollziehen.
1998 bis 2006 war Schmid Präsident des Landesvereins Badische Heimat e. V. Ein wichtiger Schwerpunkt seiner Arbeit war hier die Stärkung der badisch-elsässischen Nachbarschaft, die durch ihn wesentliche Impulse bekam. 
2006 wurde Schmid mit der Staufermedaille des Landes Baden-Württemberg ausgezeichnet. Für seine Verdienste um die Aufarbeitung der Heimatgeschichte des oberen Wolftals wurde ihm 2009 die Ehrenbürgerwürde der Gemeinde Bad Rippoldsau-Schapbach verliehen.

## Schriften (Auswahl)
- Kloster und Pfarrei Bad Rippoldsau. Eine heimatgeschichtliche Studie. Illustrationen von Sabine Schmid-Geiges und Johannes Wagner. Kath. Pfarramt Bad Rippoldsau, Bad Rippoldsau 1965, DNB 454383061.
- Bad Rippoldsau – 800 Jahre Heimatgeschichte. Braun, Karlsruhe 1966.
- mit Johannes Zitt u. a.: Quo vadis? Zur Reform der gymnasialen Oberstufe. Philologenverband BW, Freiburg im Breisgau 1973.
- Bad Rippoldsau. Geschichte eines Schwarzwälder Kurtales. Gemeinde Bad Rippoldsau-Schapbach, Bad Rippoldsau-Schapbach 1979, DNB 800694813.
- Der Komponist Hans-Ludwig Schilling. Grafisches, Biografisches, Autobiografisches, Antiautobiografisches. Breitkopf und Härtel, Wiesbaden 1982, DNB 820827622.
- Rilke in Rippoldsau: 1909 und 1913 – sympathische Seiten im Gästebuch des verlässlichen Kurtales. Apis, Freiburg im Breisgau 1984, DNB 850710006.
- mit Sabine Schmid-Geiges (Hrsg.): Bad Rippoldsau in alten Ansichten. Europäische Bibliothek, Zaltbommel 1987, ISBN 90-288-4524-0.
- Wie einstmals ...?: J. V. von Scheffel in Bad Rippoldsau. Illustrationen von Benedikt Schaufelberger. Apis, Freiburg im Breisgau 1988, DNB 880570059.
- mit Siegfried Aram: Schapbach im Wolftal: Chronik einer Schwarzwaldgemeinde. Rombach, Freiburg im Breisgau 1989, DNB 900523182.
- Marina Zwetajewa 1892–1941. Auf den Spuren einer einzigartigen Dichterin und einer Symbolfigur ihrer Zeit – mit Erinnerungen an eine Kindheit in Freiburg und im Schwarzwald – und mit etlichen historischen Querverbindungen. Rombach, Freiburg im Breisgau 1992, ISBN 3-929410-01-X.
- Hansjakob und das Wolftal – Ein Lesebuch. Apis, Freiburg im Breisgau 1992.
- Pfarrgemeinderat Mater Dolorosa, Bad Rippoldsau (Hrsg.): Der Kniebis und seine katholische Kirche St. Josef: 1899–1999. Schillinger, Freiburg im Breisgau 1999, ISBN 3-89155-243-2.
- Ebnet im Dreisamtal. Mosaiksteine zur Geschichte des heutigen Freiburger Stadtteils. Schillinger, Freiburg im Breisgau 1999, ISBN 3-89155-247-7.
- „D.“ und der Mythos der Delphine – Maximilian D. Berlitz = David Berlizheimer. In: Schwäbische Heimat, Stuttgart, Jahrgang 2001/1, S. 44 ff.
- mit Heinrich Hauß: Badisches Kalendarium: von Tag zu Tag – von Jahr zu Jahr; Personen und Ereignisse. Hrsg.: Landesverein Badische Heimat e. V. Braun, Leinfelden-Echterdingen 2006, ISBN 3-7650-8326-7.